# Grégoire Drouot
Grégoire Drouot (Vénissieux (Ródano), 6 de marzo de 1976) es un prelado católico francés, obispo de Nevers desde el 16 de marzo de 2024.

## Biografía

### Formación
Después de una licenciatura en historia, una licenciatura en geografía y una maestría en derecho, Grégoire Drouot ingresó en el seminario de Paray-le-Monial para su formación filosófica y luego en el Instituto de Estudios Teológicos de Bruselas para su formación teológica. Se graduó en 2007 en teología sacramental.

### Ministerio sacerdotal
El 1 de julio de 2007 fue ordenado sacerdote para la diócesis de Autun, Chalon-sur-Saône, Mâcon y Cluny. Fue vicario en Chalon-sur-Saône de 2009 a 2013 y luego en Paray-le-Monial de 2013 a 2018, donde también fue profesor en el seminario y delegado episcopal para la Pastoral Juvenil y Vocacional. En 2018 fue nombrado vicario general de la diócesis de Autun. También es moderador en Cuisery de 2018 a 2021, administrador en Étang-sur-Arroux de 2022 a 2023 y en Pierre-de-Bresse de 2023 a 2024.

### Ministerio episcopal
El 16 de marzo de 2024, el Papa Francisco lo nombró obispo de Nevers para suceder a Thierry Brac de La Perrière, quien se jubiló en 2022. A fecha 19 de marzo de 2024, está previsto que sea ordenado e instalado como obispo el 2 de junio de 2024.